# Chronologie
Chronologie är ett musikalbum av Jean Michel Jarre som släpptes 1993.

## Låtlista
Alla låtar är skrivna och komponerade av Jean Michel Jarre. 
| Nr | Titel                | Längd |
| -- | -------------------- | ----- |
| 1. | Chronologie (Part 1) | 10:51 |
| 2. | Chronologie (Part 2) | 6:05  |
| 3. | Chronologie (Part 3) | 3:59  |
| 4. | Chronologie (Part 4) | 3:59  |
| 5. | Chronologie (Part 5) | 5:34  |
| 6. | Chronologie (Part 6) | 3:45  |
| 7. | Chronologie (Part 7) | 2:17  |
| 8. | Chronologie (Part 8) | 5:33  |